# 1317 Silvretta
1317 Silvretta је астероид главног астероидног појаса са средњом удаљеношћу од Сунца која износи 3,194 астрономских јединица (АЈ).
Апсолутна магнитуда астероида је 9,91 а геометријски албедо 0,052.